# Uładzimir Nawumau
Uładzimir Uładzimirawicz Nawumau (biał. Уладзімір Уладзіміравіч Навумаў, ros. Влади́мир Влади́мирович Нау́мов; ur. 7 lutego 1956 w Smoleńsku) – białoruski polityk i działacz sportowy; oskarżany o udział w represjach wobec przeciwników władzy Alaksandra Łukaszenki.

## Życiorys
W latach 1974–1976 odbył służbę wojskową w Armii Radzieckiej. Po jej zakończeniu wstąpił do milicji. W 1986 roku ukończył prawo w wyższej szkole MSW w Mińsku. Od 25 września 2000 roku do 6 kwietnia 2009 roku sprawował funkcję Ministra Spraw Wewnętrznych Republiki Białorusi. W 2000 roku awansowano go do stopnia generał-majora milicji. Obecnie w stopniu generał-lejtnanta milicji.
Od 27 listopada 2001 roku sprawuje również funkcję Prezydenta Federacji Hokeja Republiki Białorusi.
Według dziennikarstwa śledczego opublikowanego w listopadzie 2024 roku Nawumau jest właścicielem 75% zarejestrowanej w Moskwie spółki Zorka Food, zajmującej się handlem zbożem w okupowanym Mariupolu.

## Opinie na temat udziału w łamaniu praw człowieka
Według raportu przygotowanego przez polską Fundację Wolność i Demokracja, Uładzimir Nawumau w czasie pełnienia funkcji ministra spraw wewnętrznych Białorusi odpowiedzialny był za kierowanie licznymi przestępczymi działaniami przeciwko obywatelom własnego kraju, zlecanie pobić i brutalnego rozpędzania demonstracji, a także blokowanie śledztwa w sprawie zaginięć przeciwników politycznych Alaksandra Łukaszenki: Wiktara Hanczara, Anatola Krasouskiego, Juryja Zacharanki i Dzmitryja Zawadskiego. 2 lutego 2011 roku znalazł się na liście pracowników organów administracji Białorusi, którzy za udział w domniemanych fałszerstwach i łamaniu praw człowieka w czasie wyborów prezydenckich w 2010 roku otrzymali zakaz wjazdu na terytorium Unii Europejskiej. Znalazł się również na czarnej liście Stanów Zjednoczonych, Wielkiej Brytanii i Szwajcarii.

## Odznaczenia
- Order „Za służbę Ojczyźnie” III klasy
- Order „Za osobiste męstwo”
- Medale[9]